# Leonid Boerjak
Leonid Boerjak (Oekraïens: Леонід Йосипович Буряк) (Odessa, 10 juli 1953) is een voormalig Oekraïens voetballer en trainer.

## Biografie
Boerjak is van joodse afkomst en begon zijn carrière in 1971 bij Tsjernomorets Odessa. Na twee seizoenen maakte hij de overstap naar het grote Dynamo Kiev. Hiermee won hij vijf landstitels, twee bekers en won hij de Europacup II in 1975 en de UEFA Super Cup datzelfde jaar. In 1985 ging hij voor twee seizoenen voor Torpedo Moskou spelen en daarna voor Metalist Charkov. Hij beëindigde zijn carrière bij het Finse KTP-85, waar hij hierna ook zijn trainerscarrière begon.
Hij begon in 1974 bij het nationale elftal en won met de Olympische selectie de bronzen medaille op het Olympische Spelen 1976. In 1982 zat hij in de selectie voor het WK in Spanje, maar kwam hier niet aan spelen toe.
Na zijn spelerscarrière werd hij trainer. In 1993 keerde hij terug naar Oekraïne en trainde er Nyva Ternopil. Van 1994 tot 1998 trainde hij Tsjornomorets Odessa, het vroegere Tsjernomorets waar hij als speler actief was. In 1996 werd hij ook assistent-bondscoach. Van 2002 tot 2003 werd hij ook bondscoach, maar werd ontslagen nadat hij zich niet kon kwalificeren voor het EK 2004.
1 Dasajev ·
2 Soelakvelidze ·
3 Tsjivadze  ·
4 Chidijatoellin ·
5 Baltatsja ·
6 Demjanenko ·
7 Sjengelia ·
8 Bezsonov ·
9 Gavrilov ·
10 Hovhannesjan ·
11 Blochin ·
12 Bal ·
13 Daraselia · 
14 Borowski ·
15 Andrejev ·
16 Rodionov ·
17 Boerjak ·
18 Soesloparov ·
19 Jevtoesjenko ·
20 Romantsev ·
21 Viktor Tsjanov ·
22 Vjatsjeslav Tsjanov ·
Coach: Beskov
- Virtual International Authority File: 6095154260353024480001